# Air Raja (Galang)
Air Raja is een bestuurslaag in het regentschap Batam van de provincie Riouwarchipel, Indonesië. Air Raja telt 603 inwoners (volkstelling 2010).